# Kurt Neumann (Literaturkritiker)

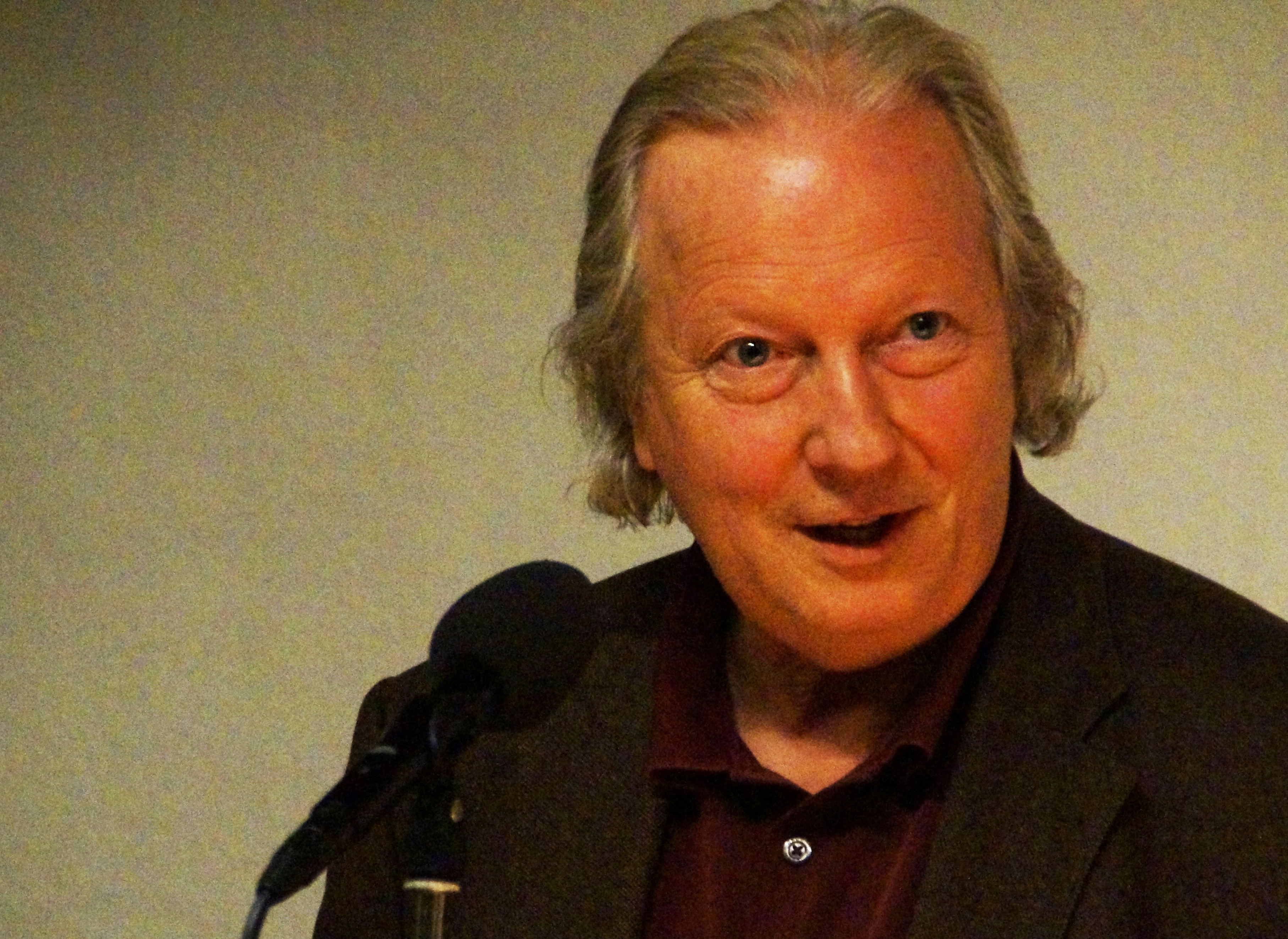
Kurt Neumann, Wien 2013.

Kurt Neumann (* 1950 in Gmunden) ist österreichischer Schriftsteller und war von 1977 bis 2018 Leiter des Literarischen Quartiers in der Alten Schmiede in Wien.

## Leben
Neumann studierte Medizin und promovierte im Jahre 1976. Ab 1970 bis 1981 veranstaltete er mit Manfred Lischka Konzerte, Lesungen, Theater, Stadtfeste in Oberösterreich.

## Publikationen
- Aus dem Übungsbuch der Unterhaltungsliteratur. Ed. Splitter, Wien 1992, ISBN 3-901190-04-X.
- mit Harry Ertl (Fotos): Lesungsbilder: österreichische Schriftstellerinnen und Schriftsteller lesen vor. Picus, Wien 1995, ISBN 3-85452-285-1.
- Ein Dutzend: ca. 15 Gedichte. Ed. Korrespondenzen, Wien 2004, ISBN 3-902113-32-4.
- Die Welt, an der ich schreibe: ein offenes Arbeitsjournal. Sonderzahl, Wien 2005, ISBN 3-85449-237-5.
- Zweitschriften : Texte, Reden, Aufsätze, Rezensionen, Interviews,  Sonderzahl, Wien 2011, ISBN 978-3-85449-358-7.

## Auszeichnungen
- 2007: Preis der Stadt Wien für Publizistik[1]
- 2022: Alfred-Kolleritsch-Würdigungspreis[2]